# Солем (тауншип, Миннесота)
Солем (англ. Solem) — тауншип в округе Дуглас, Миннесота, США. На 2000 год его население составило 239 человек.

## География
По данным Бюро переписи населения США площадь тауншипа составляет 92,9 км², из которых 87,9 км² занимает суша, а 5,0 км² — вода (5,41 %).

## Демография
По данным переписи населения 2000 года здесь находились 239 человек, 90 домохозяйств и 64 семьи.  Плотность населения —  2,7 чел./км².  На территории тауншипа расположена 101 постройка со средней плотностью 1,1 построек на один квадратный километр. Расовый состав населения: 96,65 % белых, 0,42 % афроамериканцев, 1,26 % коренных американцев, 0,42 % азиатов, 0,42 % — других рас США и 0,84 % приходится на две или более других рас. Испанцы или латиноамериканцы любой расы составляли 1,26 % от популяции тауншипа.
Из 90 домохозяйств в 30,0 % воспитывались дети до 18 лет, в 66,7 % проживали супружеские пары, в 3,3 % проживали незамужние женщины и в 27,8 % домохозяйств проживали несемейные люди. 20,0 % домохозяйств состояли из одного человека, при том 8,9 % из — одиноких пожилых людей старше 65 лет. Средний размер домохозяйства — 2,66, а семьи — 3,12 человека.
24,7 % населения младше 18 лет, 5,0 % в возрасте от 18 до 24 лет, 26,4 % от 25 до 44, 25,5 % от 45 до 64 и 18,4 % старше 65 лет. Средний возраст — 42 года. На каждые 100 женщин приходилось 115,3 мужчин.  На каждые 100 женщин старше 18 приходилось 114,3 мужчин.
Средний годовой доход домохозяйства составлял 34 688 долларов, а средний годовой доход семьи —  41 875 долларов. Средний доход мужчин —  26 563  доллара, в то время как у женщин — 14 167. Доход на душу населения составил 18 016 долларов. За чертой бедности находились 2,9 % семей и 4,8 % всего населения тауншипа, из которых 4,0 % старше 65 лет.